# Петер Балаж
Пе́тер Ба́лаж (угор. Balázs Péter); (1941) — угорський державний і політичний діяч, дипломат.

## Біографія
Народився 5 грудня 1941 року в місті Кечкемет, Угорщина. У 1963 закінчив Університет економічних наук ім. Карла Маркса в Будапешті. Хабілітований доктор Будапештської школи економіки (2000), доктор Угорської Академії Наук (2003). Володіє угорською, англійською, німецькою, російською і французькою.
З 1963 — працював у сфері зовнішньої торгівлі.
З 1994 по 1996 — Надзвичайний і Повноважний Посол Угорщини в Данії.
З 1997 по 2000 — Надзвичайний і Повноважний Посол Угорщини в Німеччині.
З 2000 по 2003 — читав лекції у вузах Угорщини.
З 2003 по 2004 — постійний представник Угорщини в Євросоюзі.
У 2004 — європейський комісар з регіонального розвитку. Склав повноваження у зв'язку з закінченням діяльності комісії Романо Проді.
З 16 квітня 2009 по 29 травня 2010 — міністр закордонних справ Угорщини.
Автором декількох монографій, переважно з питань європейської політики і її економічних аспектів.